# USS LST-316
O USS LST-316 foi um navio de guerra norte-americano da classe LST que operou durante a Segunda Guerra Mundial.